# EJECT→OUT/PERIODIC CLASSIC
「EJECT→OUT / PERIODIC CLASSIC」（イジェクト・アウト / ピリオディック・クラシック）は、日本のロックバンドであるTHE MAD CAPSULE MARKET'Sの楽曲。
1994年6月22日にビクターエンタテインメントのInvitationレーベルから5枚目のシングルとしてリリースされた。「EJECT→OUT」の作詞および作曲はCRA￥、「PERIODIC CLASSIC」の作詞および作曲はKYONOが担当している。
4枚目のアルバム『MIX-ISM』（1994年）の後にリリースされたシングルであり、同バンドとしては初の両A面シングルとなった。後にリリースされた5枚目のアルバム『PARK』（1994年）には両曲とも収録されず、アルバム未収録曲となった。メンバーはTHE MAD CAPSULE MARKET'Sの音楽性を凝縮した2曲を収録したシングルであると述べている。両曲を収録したシングル盤はオリコンシングルチャートにおいて第50位となった。

## 録音、音楽性
「EJECT→OUT」および「PERIODIC CLASSIC」は1994年3月初旬に次作アルバムのため、他の楽曲と共に7曲ほど制作された中の2曲であり同年4月にレコーディングが行われた。シングルとしてリリースする際の選曲に関して、KYONOは複数あった制作曲の中から偶然決定された2曲であると指摘した上で、「あまり“シングルだから、こうでなきゃいけない”っていうような選び方はしてない。だいたい、どういうものがシングルなのかっていうことも、よくわかってないしさ」と述べている。シングルとしてリリースする際に「バンドを表している」楽曲として2曲が選定されたものの、「シングル向きかどうかって言われると、そうでもないかもしれないけどさ」とCRA￥は述べている。「EJECT→OUT」のイントロ部分で歌唱部分の直前でベースの音を抜いていることや、「PERIODIC CLASSIC」のアウトロにおいてピッキングハーモニクスを使用しているなど細かいアイデアが詰め込まれている点について、CRA￥は「やっぱり2曲に凝縮できるから詰め込んだところはあるかもしれない。いちいちあげていたら、細かすぎるくらいだけどね。でも、余裕があるから、音質にしても、突き詰め方は深いかもね」と述べている。
「EJECT→OUT」の歌詞についてCRA￥は自身のことを描いた内容であると述べ、カセットテープデッキからカセットテープを取り出すイメージであり自身の願望が表現されているとも述べている。「EJECT→OUT」で挿入されているコーラスはCRA￥が担当しており、毎度コーラスのレコーディングは最後に回されるため最終日の夜中に録音されていることから大変であったと述べている。CRA￥は歌詞の意味についてKYONOに伝達することはないと述べており、KYONOは自身の受け取り方で歌唱していると述べている。
「PERIODIC CLASSIC」についてKYONOは「あまり、どういうイメージで書こうとか考えずに、どんなのが出てくるのかなって思ってたら、こういう曲が出てきちゃったんだ」と述べている。同曲についてKYONOは「白」のイメージがあると述べた他、「無から始めようっていうかさ、いろんな意味を込めて」と述べている。サビ部分でベースの音色が変化することについて、CRA￥は「弾き方でそうなっているんだ。そこまで、空気が流れているような感じがあるけれど、そのあとはちょっと開けるような感じでね。そこはピッキングで変えている」と述べている。サビ部分においてファルセットが使用されていることについてKYONOは、「裏声を出したくて、そういうメロディを作ったわけじゃなくて、もともとのキーはもっと低かったから、あの部分も低かったんだ。それが、たまたま音合わせをやっているうちに、あのキーになったから、裏声が強力になったんだ」と述べている。

## リリース、批評、チャート成績
| 専門評論家によるレビュー | 専門評論家によるレビュー |
| レビュー・スコア         | レビュー・スコア         |
| 出典                     | 評価                     |
| ------------------------ | ------------------------ |
| ロッキンf 1994年7月号    | 肯定的                   |

「EJECT→OUT」および「PERIODIC CLASSIC」は、1994年6月22日にビクターエンタテインメントのInvitationレーベルから5枚目のシングルとして両A面にてリリースされた。初回限定盤にはステッカーが付属していた。本作はメジャー・デビューの際にリリースされた3枚のシングル「ギチ」「あやつり人形」「カラクリの底 」以来となるシングルリリースとなったが、それについてCRA￥は「本当の意味でのシングルっていうのは初めてだよね。最初のは、ある意味じゃ3枚でひとつだったからね」と述べている。「EJECT→OUT」はミュージック・ビデオが制作されているが、後に至るまで商品化されていない。
音楽誌『ロッキンf』の1994年7月号において音楽評論家の大野祥之は、「EJECT→OUT」について「サンプリングによるギターの破壊的な音に続いて始まる」と指摘した上で「これまでの彼らのスタイルを1曲に凝縮したかのような、細かい部分にまで神経の行き届いた名演」と称賛した他、ISHIG∀KIによる「やっと自分のギターの音にたどり着けた」という感想を取り上げた上でメンバー全員が満足していると記している。「PERIODIC CLASSIC」については「聴き方によっては未来の彼らがうかがえる要素が強い」と紹介している。両曲を収録したシングル盤はオリコンシングルチャートにおいて最高位第50位の登場回数は1回で売り上げ枚数は0.7万枚となった。同シングル盤の売り上げ枚数はTHE MAD CAPSULE MARKET'Sのシングル売上ランキングにおいて第10位となっている。

## 収録曲
- CD付属の歌詞カードに記載されたクレジットを参照[5]。

| #         | タイトル             | 作詞・作曲 | 編曲                     | 時間 |
| --------- | -------------------- | ---------- | ------------------------ | ---- |
| 1.        | 「EJECT→OUT」        | CRA￥      | THE MAD CAPSULE MARKET'S | 3:58 |
| 2.        | 「PERIODIC CLASSIC」 | KYONO      | THE MAD CAPSULE MARKET'S | 4:15 |
| 合計時間: | 合計時間:            | 合計時間:  | 合計時間:                | 8:13 |

## チャート
| チャート         | 最高順位 | 登場週数 | 売上数  | 出典  |
| ---------------- | -------- | -------- | ------- | ----- |
| 日本（オリコン） | 50位     | 1回      | 0.7万枚 | [ 2 ] |

## リリース日一覧
| No. | リリース日    | レーベル             | 規格      | カタログ番号 | 備考                     | 出典        |
| --- | ------------- | -------------------- | --------- | ------------ | ------------------------ | ----------- |
| 1   | 1994年6月22日 | ビクター／Invitation | 8センチCD | VIDL-178     | 初回盤のみステッカー付属 | [ 6 ] [ 7 ] |